# Anticrates paraxantha
Anticrates paraxantha là một loài bướm đêm thuộc họ Lacturidae. Nó được tìm thấy ở Úc, bao gồm Queensland.